# Mira Šubašić
Mira Šubašić (Bezdan, Vojvodina, 13. siječnja 1953. – Vinkovci, 1. rujna 2019.) je hrvatska i bosanskohercegovačka pjesnikinja.

## Životopis
Osnovnu je školu završila u Bezdanu, gimnaziju (društveno-jezični smjer) u Somboru. Na Pedagoškoj je akademiji u Osijeku diplomirala hrvatski jezik. Nakon završenoga školovanja zaposlila se u Osnovnoj školi u Boku (Bosanska Posavina), gdje je predavala hrvatski jezik. Kratke je priče objavljivala u Katoličkome tjedniku (Sarajevo). Surađivala je i u tjedniku Hrvatsko slovo (Zagreb) te u časopisu Bosna franciscana (Sarajevo). Bila je suradnicom dječjega časopisa Cvitak iz Mostara. Recenzirala je i uređivala veći broj knjiga. Pjesme je objavljivala u zajedničkim zbirkama KLD-a "Rešetari" iz Rešetara. Zastupljena je u antologiji Hrid i riječ, koja je objavljena u Mostaru. Bila je članicom Društva hrvatskih književnika Herceg Bosne (Mostar).

## Djela
- "U snovima i uspomenama", pjesme (1999.)
- "Kada odeš ti", pjesme (1999.)
- "Blizine daljine", pjesme (2001.)
- "Snovi i smaknuća", pjesme (2005.)
- "U slavu Božju", pjesme (2006.)
- "Jao, pedesete!", lirska proza (2008.)
- "Ispod nedohvata", roman (2011.)
- "Dodir Sunca", pjesme za djecu (2014.)
- "Upaljena svjetla", priče (2017.)

## Nagrade
- Književna nagrada fra Martin Nedić, koju dodjeljuje Zaklada Terra Tolis iz Tolise, a Miri Šubašić je dodijeljena za roman Ispod nedohvata (2012.)

## Vanjske poveznice
- Zbornik